# Euphalerus rugipennis
Euphalerus rugipennis är en insektsart som beskrevs av Crawford 1914. Euphalerus rugipennis ingår i släktet Euphalerus och familjen rundbladloppor. Inga underarter finns listade i Catalogue of Life.